# Растрова розгортка

Схема проходження променя під час прогресивної розгортки

Ра́строва розго́ртка, телевізі́йна розго́ртка, телевізі́йний растр — переміщення розгортального елемента в процесі аналізу або синтезу зображення за певним періодичним законом. У процесі передавання оптичне зображення перетворюється за допомогою розгортки у відеосигнал, а в процесі приймання навпаки, отриманий сигнал перетворюється на зображення. Головна сфера застосування растрової розгортки — телебачення, тому її часто називають телевізійною, хоча використовується також для виведення інформації в комп'ютерах та радіолокаційних станціях. Телевізійна растрова розгортка складається з рядкової та кадрової розгорток і може бути як механічною, так і електронною.
У телевізійному мовленні прийнята прямокутна лінійно-рядкова періодична розгортка (зліва направо і згори донизу) і може бути двох видів: черезрядковою і прогресивною.

## Черезрядкова розгортка

Хід променя ЕПТ у черезрядковій розгортці

Черезрядкова розгортка — метод розгортки кадрів, у якому кожен кадр розбивається на два півкадри (або поля), складені з рядків, вибраних через один.
Черезрядкову розгортку застосовують для прискорення виведення зображень при обмеженій смузі пропускання (в аналоговій) чи ширині каналу (в цифровий техніці). У відеосигналі, за збереження кількості рядків зображення, застосування черезрядкової розгортки вдвічі підвищує кадрову частоту проти прогресивної. Це використовують для підвищення частоти мерехтіння екрана вище від критичної, що перевищує поріг сприйняття людського зору .

## Прогресивна розгортка
Прогресивна розгортка — рядкова розгортка телевізійного зображення, коли кадр формується скануванням елементів зображення у кожному рядку зліва направо і зчитуванням поспіль кожного рядка зверху вниз. Після кожного рядка та кожного кадру передаються рядкові та кадрові синхроімпульси.